# If You Can’t Stand the Heat…
If You Can’t Stand the Heat… — одиннадцатый студийный альбом британской рок-группы Status Quo. Записан в Wisseloord Studios, в Хилверсюме, в Голландии, и спродюсирован Пайпом Уильямсом. Релиз состоялся на звукозаписывающем лейбле Vertigo Records. Пластинка была выпущена в октябре 1978 года и достигла 3-го места в чартах Великобритании, где смог продержаться 14 недель. Аналогичный успех её ожидал в странах Западной Европы. В Нидерландах она заняла 8-е место в Nationale Hitparade LP Top 50, а в ФРГ 11-е, пробыв в немецком национальном рейтинге в общей сложности полгода: 27 недель.
На обложке пластинки было указано, что в процессе записи использовался Aphex Aural Exciter. Таким образом звучание на этом альбоме намного разнообразнее, чем на его предшественнике Rockin’ All Over the World. Также при записи использовалась нехарактерная для стиля Status Quo духовая секция и валторны The David Katz. Также в записи участвовало женское бэк-вокальное трио, состоящее из Джеки Салливан, Стиви Ланге и Джой Йетс.
В качестве ведущего сингла была выпущена песня «Again and Again», которая достигла 13-го места в хит-параде на родине музыкантов.
Второй сингл из этого альбома «Accident Prone» достиг 36-й позиции в британских чартах.

## Список композиций
| №  | Название                     | Автор(ы)                             | Длительность |
| -- | ---------------------------- | ------------------------------------ | ------------ |
| 1. | «Again and Again»            | Рик Парфитт, Энди Баун, Джеки Линтон | 3:38         |
| 2. | «I’m Giving Up My Worryin’»  | Фрэнсис Росси, Берни Фрост           | 3:03         |
| 3. | «Gonna Teach You to Love Me» | Алан Ланкастер, Майкл Грин           | 3:09         |
| 4. | «Someone Show Me Home»       | Фрэнсис Росси, Берни Фрост           | 3:52         |
| 5. | «Long Legged Linda»          | Рик Парфитт, Энди Баун               | 3:34         |

| №  | Название           | Автор(ы)                    | Длительность |
| -- | ------------------ | --------------------------- | ------------ |
| 1. | «Oh, What a Night» | Рик Парфитт, Энди Баун      | 3:44         |
| 2. | «Accident Prone»   | Пайп Уильямс, Питер Хатчинс | 5:05         |
| 3. | «Stones»           | Алан Ланкастер              | 3:55         |
| 4. | «Let Me Fly»       | Фрэнсис Росси, Берни Фрост  | 4:22         |
| 5. | «Like a Good Girl» | Фрэнсис Росси, Боб Янг      | 3:28         |

| №  | Название                          | Автор(ы)                    | Длительность |
| -- | --------------------------------- | --------------------------- | ------------ |
| 1. | «Accident Prone» (single version) | Пайп Уильямс, Питер Хатчинс | 4:07         |

## Участники записи
Список составлен в соответствии с информацией базы данных Discogs.
| Status Quo: - Фрэнсис Росси — гитара, вокал - Рик Парфитт — ритм-гитара, вокал - Алан Ланкастер — бас, гитара, вокал - Джон Коглан — ударные Приглашённые музыканты: - Энди Баун — клавишные, бэк-вокал - Фрэнк Рикотти — перкуссия - Джеки Салливан — бэк-вокал - Стиви Ланге — бэк-вокал - Джой Йетс — бэк-вокал - The David Katz Horns — духовая секция | Технический персонал: - Пайп Уильямс — музыкальный продюсер - Джон Иден — звукорежиссёр - Фрик Фенстра — ассистент звукорежиссёра - Мелвин Абрахамс — инженер мастеринга и нарезки лакового слоя - Алан Шмидт — арт-директор - Shoot That Tiger! — дизайн разворота пластинки - Джон Шоу — фотограф (фото для обложки) - Брайан Моррис — фотограф (концертные фото) - Пол Аллен — разработка шрифта |

## Позиция в хит-парадах и коммерческие показатели
| Год       | Хит-парад                                  | Высшая позиция | Пребывание в чарте |
| --------- | ------------------------------------------ | -------------- | ------------------ |
| 1978—1979 | Австралия (Kent Music Report)              | 21             | нет данных         |
| 1978—1979 | Великобритания (UK Albums Chart)           | 3              | 14 недель          |
| 1978—1979 | Нидерланды (Nationale Hitparade LP Top 50) | 8              | 17 недель          |
| 1978—1979 | Норвегия (VG-lista)                        | 18             | 1 неделя           |
| 1978—1979 | Франция (SNEP)                             | 20             | 26 недель          |
| 1978—1979 | ФРГ (Offizielle Top 100)                   | 11             | 27 недель          |
| 1978—1979 | Швеция (Sverigetopplistan)                 | 15             | 3 недели           |
|           |                                            |                |                    |
| 2016      | Великобритания (Rock & Metal Albums Chart) | 17             | 1 неделя           |

| Регион | Сертификация | Продажи  |
| --- | ------------ | -------- |
| Австралия (ARIA) | Золотой      | 20 000^  |
| Великобритания (BPI) | Золотой      | 100 000^ |
| Франция (SNEP) | Золотой      | 100 000* |
| Швейцария (IFPI Switzerland)                                                                                             | Золотой      | 25 000^  |
| * Данные о продажах приведены только на основе сертификации. ^ Данные о тиражах приведены только на основе сертификации. |              |          |